# コルタ語
コルタ語（コルタご、英: Khortha dialect）はマイティリー語の方言である。インドのジャールカンド州で話されている。
主に北チョーター・ナーグプル郡とサンタール・パルガナー郡の13の県で話されている。
コルタ語はSadaans族によって話されているだけでなく、アディヴァシ族にも民族間を結びつける言語として使用されている。

## 言語名別称
- Khotta